# Lothar Mendes
Lothar Mendes (* 19. Mai 1893 als Lothar Mendelsohn in Berlin; † 25. Februar 1974 in London) war ein deutscher Filmregisseur und Drehbuchautor.

## Leben
Er besuchte das Sophiengymnasium in Berlin (mit seinem späteren Kollegen Ernst Lubitsch) und debütierte im Alter von 17 Jahren als Schauspieler. Mendes stand ein Jahr später auf Bühnen in Bremen, Hannover und Wien. An den Theaterhäusern von Carl Meinhard und Rudolf Bernauer wurde er in Berlin aktiv.
Nach dem Ersten Weltkrieg knüpfte Mendes Kontakte zum Film. Er begann als Drehbuchautor und konnte für die Ring-Film 1921 mit Das Geheimnis der Santa Maria seinen ersten Film mit Hauptdarsteller und Produzent Michael Bohnen inszenieren.
Nach weiteren Filmen, bei denen namhafte Schauspieler wie Lya de Putti, Paul Wegener, Lil Dagover und Conrad Veidt mitwirkten, nahm er 1926 ein Angebot von Paramount an und ging nach Hollywood, wo er unter anderem bei Vier Federn Regie führte.
1934 gab er in Großbritannien seinen Einstand mit einer Filmversion von Lion Feuchtwangers Jud Süß. Wegen der philosemitischen Ausrichtung kam der Film nur in Österreich und nicht im nationalsozialistischen Deutschland zur Aufführung. Alexander Korda verpflichtete Mendes anschließend für die Fantasy-Produktion Der Mann, der die Welt verändern wollte. Auch seine letzte britische Regiearbeit Mondscheinsonate um den polnischen Pianisten und Politiker Ignacy Jan Paderewski fand Beachtung. 
Mendes kehrte dann in die USA zurück und drehte dort noch einige Filme. Er war von 1920 bis 1922 mit der Schauspielerin Eva May und von 1926 bis 1928 mit der Schauspielerin Dorothy Mackaill verheiratet.

## Filmografie (als Regisseur)
- 1921: Der Silberkönig (4 Teile, nur Co-Drehbuch)
- 1921: Das Geheimnis der Santa Maria (auch Co-Drehbuch)
- 1922: Der Abenteurer (auch Co-Drehbuch)
- 1923: Scheine des Todes (auch Co-Drehbuch)
- 1923: S.O.S. Die Insel der Tränen
- 1924: Der Mönch von Santarem
- 1925: Liebe macht blind
- 1926: Die drei Kuckucksuhren
- 1926: Versuchung der Sinne (Prince of Tempters)
- 1927: Convoy
- 1928: Der König von Soho (Street of Sin)
- 1928: Wer ist der Mörder? (A Night of Mystery)
- 1928: Der Skandal (Interference)
- 1929: Vier Federn (The Four Feathers)
- 1929: Die Seiltänzerin (Dangerous Curves)
- 1929: Illusion
- 1929: The Marriage Playground
- 1930: Paramount-Parade (Paramount on Parade)
- 1931: Personal Maid
- 1931: Ladies’ Man
- 1932: Verhaftung um Mitternacht (Strangers in Love)
- 1932: Zahlungsaufschub (Payment Deferred)
- 1932: Wenn ich eine Million hätte (If I Had a Million)
- 1933: Hotel auf dem Ozean (Luxury Liner)
- 1934: Jud Süß (Jew Süss)
- 1936: Der Mann, der die Welt verändern wollte (The Man Who Could Work Miracles)
- 1937: Mondscheinsonate (Moonlight Sonata)
- 1941: International Squadron
- 1942: Nazi Agent (nur Co-Drehbuch)
- 1943: Flight for Freedom
- 1944: Tampico
- 1946: The Walls Came Tumbling Down